# Esbjerg forenede Boldklubber 2
|  | En bruger mener at denne artikel bør overvejes slettet - af grunde der ikke dækkes ind af {Notabilitet}, {Reklame}, {Snævert emne}, {Tætpå} eller {Uencyklopædisk} (overvej evt. om en af disse skabeloner er mere dækkende). Klik her for at se sletningsforslaget. (Ved anvendelse af denne skabelon skal Wikipedia:Sletningsforslag opdateres) |

Esbjerg forende Boldklubber 2 er et dansk fodboldhold beliggende i Esbjerg. Holdet fungerer som andetholdet for Esbjerg fB’s seniorafdelingen. Holdet spiller i Danmarksserien, og har tidligere fodboldspiller Martin Bergvold som cheftræner. Holdet har Rasmus Lundager Heide som assistenttræner, tidligere målmand Jonas Jensen som målmandstræner, og Jonas Gejel Hansen som mentaltræner.

## Trænerstab
| Jobbeskrivelse   | Navn                  |
| ---------------- | --------------------- |
| Cheftræner       | Martin Bergvold       |
| Assistenttræner  | Rasmus Lundager Heide |
| Målmandstræner   | Jonas Jensen          |
| Mentaltræner     | Jonas Gejel Hansen    |
| Fysioterapeut    | Jonas Laursen         |
| Holdleder        | Hasse Alsing          |
| Årgangsansvarlig | Rasmus Lundager Heide |